# Вогнемет T-148
Вогнемет T-148 — піхотний вогнемет.
Зброя для безпосередньої підтримки на полі бою, на думку італійських конструкторів, має бути простою і легкою в обслуговуванні. Тому при розробці вогнемета основна увага приділялася надійності і простоті конструкції. З цією метою прийнята схема роботи, звичайна швидше для фарбувальних агрегатів. У два балони для вогнесуміші спочатку заливається напалм приблизно на 2/3 об'єму. Потім через зворотний клапан в одному з балонів закачується повітря під тиском 28-30 кг/см². Індикатор на клапані попереджає про досягнення робочого тиску. При пуску вогнесуміш під дією тиску повітря надходить через шланг і зворотний клапан пускового пристрою до дульній частині, де підпалюється електричним способом і викидається до цілі. Електронний пристрій запалювання який живиться від нікель-кадмієвих акумуляторів, виконано герметичним, забезпечує надійне спрацьовування навіть після перебування під водою. Порівняно низький робочий тискв системі, яка до того ж падає під час пусків, є істотним недоліком апарату. З іншого боку, таке рішення дозволило полегшити вогнемет і спростити обслуговування, оскільки зарядка повітрям проводиться від компресорів бойової техніки, а як вогнесуміш можна застосовувати дизельне паливо. Перебуває на озброєнні у ЗС Італії.

## ТТХ
- Довжина пускового пристрою — 380 мм.
- Ємність балонів — 15 л.
- Маса вогнемета — 13,8 кг (неспоряджена); 25,5 кг (споряджена).
- Тривалість пуску — 2-3 сек.
- Максимальна дальність пуску — 60 м (загущена суміш).